# Волинско войводство (Жечпосполита)
Волинското войводство (на полски: Województwo wołyńskie, на латински: Palatinatus Volhynensis) е административно-териториална единица в състава на Жечпосполита. Административен център е град Луцк.
Войводството е създадено по време на Сейма, който приема Люблинската уния (1569). Територията му, която дотогава е част от Великото литовско княжество, е отстъпена на Полското кралство и влиза в състава на Малополската провинция. Административно е разделено на три повята – Луцки, Влоджимежки и Кшеменецки. В Сейма на Жечпосполита е представено от трима сенатори (луцкия епископ, войводата и кастелана) и шестима депутати.
В резултат на първата подялба на Жечпосполита (1772), малка територия в южната част на войводството с град Збараж е присъединена към Хабсбургската държава. При втората подялба (1793) Руската империя анексира източната част на войводството с градовете Олевск, Кожец, Звяхел и Оструг. Войводството е ликвидирано в резултат на третата подялба на Жечпосполита (1795), а територията му, с градовете Луцк, Вложимеж и Кшеменец, е анексирана от Руската империя.